# Mariam A. Aleem
Mariam A. Aleem (in arabo مريم عليم‎?; Alessandria d'Egitto, 28 dicembre 1930 – 26 aprile 2010) è stata un'artista e designer egiziana.

## Biografia
Mariam Abdel Aleem (1930 - 2010) consegue il diploma presso la Facoltà di Belle Arti del Cairo nel 1954 e il suo Master in Design e Stampa Grafica nel 1957 presso la Southern California University. Dal 1958 fino al 2010, Aleem insegna grafica presso la Facoltà di Belle Arti di Alessandria d'Egitto e dal 1985 al 1990 dirige il Dipartimento di Design.
Mariam A. Aleem ha esposto i suoi lavori in tutto il mondo, partecipando a mostre negli Stati Uniti, in Libano, in Egitto, in Germania, in Italia e in Norvegia.

## Mostre
Alcune tra le più importanti a cui partecipa Mariam A. Aleem: 
- 1954 la Biennale Norvegese.
- 1964 la Biennale di Venezia.
- 1984 la Mostra Internazionale di Grafica di Yokohama, Giappone.
- 1994 Mostra Internazionale del Museo Nazionale per le Donne nelle Arti, Washington, USA.